# Topoľovka
Topoľovka je obec na Slovensku v okrese Humenné v Prešovském kraji ležící 8 km na západ od města Humenné. Žije zde 795 obyvatel.
První písemná zmínka pochází z roku 1479. Nachází se zde řeckokatolický chrám Narození přesvaté Bohorodičky z roku 1912 a římskokatolický kostel Nanebevzetí Panny Marie.